# سیارک ۳۹۳۰
سیارک ۳۹۳۰ (به انگلیسی: 3930 Vasilev، نامگذاری:1982UV10) سه هزار و نهصد و سیمین سیارک کشف شده‌است که در ۲۵ اکتبر ۱۹۸۲ کشف شد.
قدر مطلق سیارک برابر ۱۲٫۳۰ است.